# Schoenus latelaminatus
Schoenus latelaminatus är en halvgräsart som beskrevs av Georg Kükenthal. Schoenus latelaminatus ingår i släktet axagssläktet, och familjen halvgräs. Inga underarter finns listade i Catalogue of Life.